# 国际青年商会
国际青年商会（英語：Junior Chamber International, JCI）是一家非營利組織国际非政府组织，成员的年龄在18岁至40岁之间。分布在124个国家或地区。是欧洲委员会、联合国经济及社会理事会及联合国教育、科学及文化组织的咨询成员，宗旨是促进青年商人与青年企业家积极投身于社会服务与经济发展、国际合作、善意与理解。机关刊物为6种文字版本的《JCI World》季刊。每年11月份召开JCI World Congress年会，以及地区年会JCI Area Conferences。

## 成員

### 香港总会

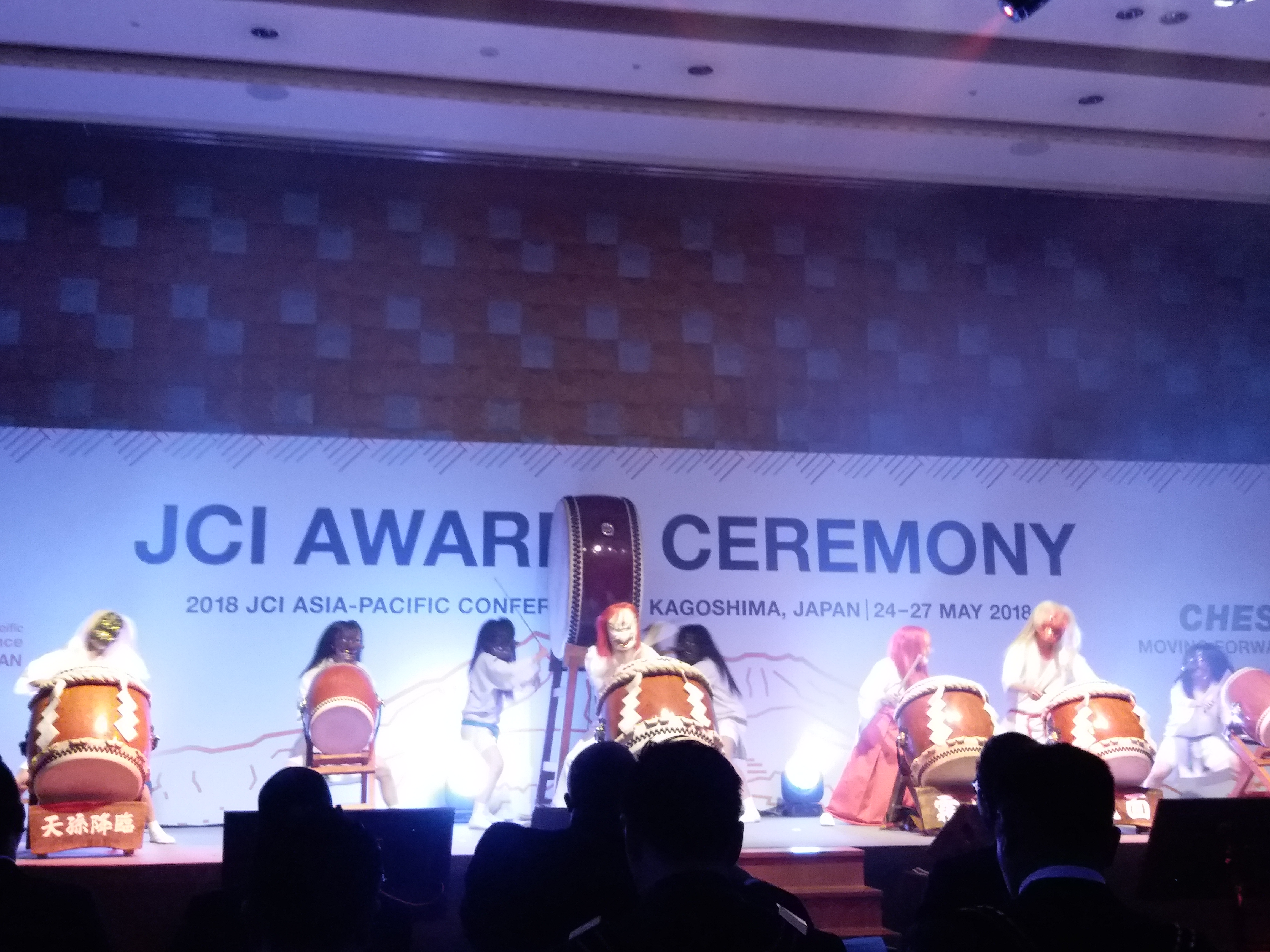
JCI Area Conferences

国际青年商会中国香港总会（Junior Chamber International of Hong Kong, China）于1950年成立。从1970年开始，每年评选“香港十大杰出青年”。

### 澳門总会
国际青年商会澳门总会（Junior Chamber International of Macao, China）1984年成立。1988年被国际青年商会接纳为地区总会。2008年6月改现名。
於2018年舉辦活動施零築夢Change for Changes，設置捐款箱，收集旅客的零錢，所有善款將不扣除成本，全數捐給Global Youth Empowerment Fund 以實踐聯合國17個可持續發展目標中的「消除貧窮」。

### 中華民國总会

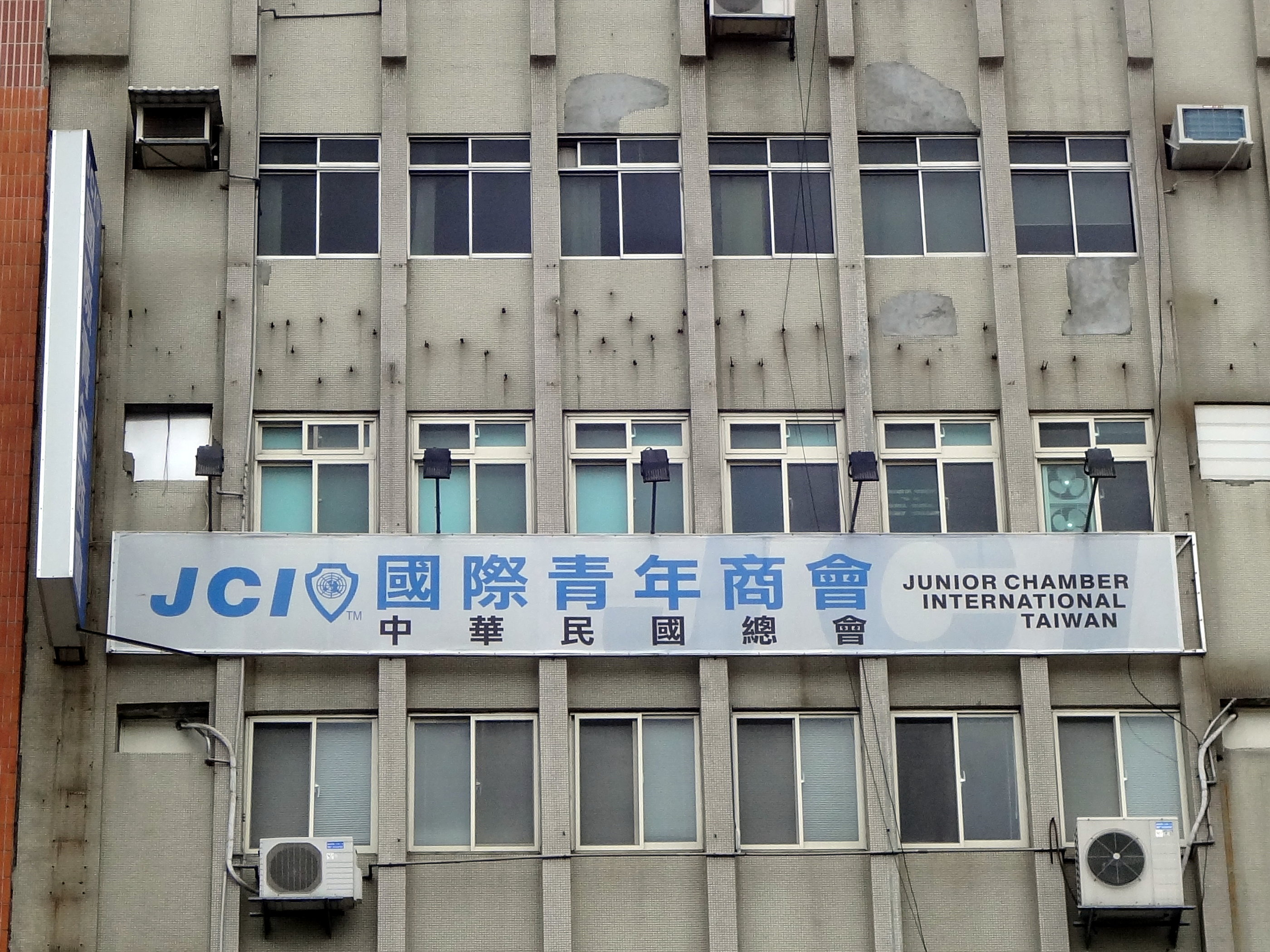
國際青年商會中華民國總會

国际青年商会中华民国总会（Junior Chamber International Taiwan）于1953年3月1日成立。从1963年开始，每年评选中華民國十大傑出青年。

### 中國大陸
在中国大陆没有国际青年商会的成员组织。但有若干家地方性青年商会，但是這些都與國際青年商會無關。例如：
- 北京青年商会，2010年成立，业务主管单位为北京市团市委；
- 深圳青年商会，2012年成立。
- 长春青年商会，2013年长春团市委将长春青年企业家协会更名为长春青年商会。[7]

### 美國青年商会
於1938年開始评选年度十大傑出青年（Ten Outstanding Young Persons）。